# Университет медицинских наук Ирана
Университет медицинских наук Ирана (перс. دانشگاه علوم پزشکی ایران‎) — государственное высшее учебное заведение, крупный учебный и научно-исследовательский центр в области медицинских наук в Иране. Расположен в городе Тегеран.

## История
Университет медицинских наук Ирана ведёт отсчёт своей истории с 1973 года как Императорский медицинский центр (перс. مرکز پزشکی شاهنشاهی‎), основанный доктором Голам-Хосейном Самии, профессором Корнеллского университета и бывшим министром высшего образования и наук Ирана в 1973—1976 гг.. За первые два года деятельности Императорский медицинский центр собрал обширную научно-медицинскую библиотеку, пополняемую по прямой спутниковой связи Американским медицинским информационным центром. Учитывая возможности ИМЦ, Всемирная организация здравоохранения объявила его ведущим библиотечно-информационным центром Ближневосточного региона.
В 1975 году Совет по развитию высшего образования выдал ИМЦ разрешение на учебно-образовательную деятельность и создание четырех факультетов: лечебного; фундаментальных медицинских наук; сестринского дела; управления медицинскими учреждениями.
В 1976 году начал лечебно-образовательную деятельность в клинике «Ираншахр» (ныне — Больница им. Шахида Рахнемуна). В том же году начали деятельность факультет сестринского дела и парамедицинский факультет. ИМЦ приступил к подготовке медицинских сестер по бакалаврской и магистерской программам, а также специалистов по гематологии и переливании крови, радиологии и лабораторной экспертизе.
В 1977 году ИМЦ начал сотрудничество с Гарвардским, Колумбийским и Корнеллским университетами. В том же году начал работу медицинский факультет, ставший впоследствии одним из лучших лечебно-образовательных учреждений Ирана.
После Исламской революции в Иране Центр был передан в ведение Министерства здравоохранения и медицинского образования и на его базе в 1986 году был создан Университет медицинских наук Ирана.
В октябре 2010 года Университет медицинских наук Ирана был расформирован. Образовательные и научно-исследовательские учреждения УМНИ вошли в состав Тегеранского медицинского университета, а лечебные — в состав Медицинского университета им. Шахида Бехешти.
8 апреля 2013 года Университет медицинских наук Ирана был восстановлен решением Совета по развитию университетов медицинских наук (перс. شورای گسترش دانشگاه‌های علوم پزشکی‎), что вызвало неоднозначную реакцию среди студентов и преподавателей.
По состоянию на 2016 год, УМНИ включает в себя один научно-исследовательский институт эндокринологии и обмена веществ, 27 научно-исследовательских центра, 10 факультетов, 7 клинических больниц, 10 лечебно-образовательных центров. В университете обучается около 7 тысяч студентов по программам бакалавриата, специалитета и магистратуры. На факультетах и в научно-исследовательских центрах работают 730 профессоров и преподавателей.

## Образовательная деятельность
По состоянию на июнь 2016 года основной учебный процесс в университете осуществляется на 10 факультетах:
1. Лечебный факультет;
2. Факультет сестринского дела и гинекологии;
3. Факультет общественного здоровья;
4. Факультет управления здравоохранением и информационной науки;
5. Факультет традиционной медицины;
6. Парамедицинский факультет;
7. Факультет медицинских наук;
8. Факультет поведенческих наук и психического здоровья;
9. Факультет инновационных медицинских технологий;
10. Факультет медицинской реабилитации;

## Научно-исследовательская деятельность
УМНИ — крупный учебно-научный комплекс по подготовке, переподготовке, аттестации и повышению квалификации медицинских и фармацевтических кадров. С учебным процессом тесно связаны фундаментальные поисковые и прикладные научные исследования, оказание высококвалифицированной медицинской помощи населению, пропаганда достижений медицины и фармации.
В состав УМНИ входят:
- Научно-исследовательский институт эндокринологии и обмена веществ;

### Научно-исследовательские центры
1. НИЦ исламской и альтернативной медицин;
2. НИЦ сестринского дела;
3. НИЦ физиологии;
4. НИЦ иммунологии;
5. НИЦ онкопатологии;
6. НИЦ проблем антибиотикорезистентности;
7. НИЦ оториноларингологии;
8. НИЦ заболевания глаз;
9. НИЦ медицины труда;
10. НИЦ психического здоровья;
11. НИЦ заболеваний желудочно-кишечного тракта и печени;
12. НИЦ медицинской реабилитации;
13. НИЦ ожогов;
14. НИЦ цитологии и молекулярной биологии;
15. НИЦ проблем безопасности труда и предупреждения производственного травматизма;
16. НИЦ управления здравоохранением;
17. НИЦ повышения квалификации в области управления здравоохранением и экономики;
18. НИЦ медицинского образования;
19. НИЦ сердечно-сосудистых заболеваний и интервенционной кардиологии;
20. НИЦ эхокардиографии
21. НИЦ лекарственных средств;
22. НИЦ малоинвазивных процедур;
23. НИЦ приобретённых заболеваний сердца;
24. НИЦ детских инфекционных заболеваний;
25. НИЦ электрокардиографии
26. НИЦ колоректальных заболеваний;
27. НИЦ реконструктивной и пластической хирургии;

## Образовательная и лечебная работа
Образовательная и лечебная работа Университета медицинских наук Ирана ведется в 7 клинических больницах и 10 лечебно-образовательных центров г. Тегерана.

## Издательская деятельность
Университета медицинских наук Ирана издаёт 12 научных журналов на персидском и английском языках:
- перс. «روانپزشکی و روانشناسی بالینی ایران»‎ (рус. «Психиатрия и клиническая психология в Иране»)
- перс. «پرستاری ایران»‎ (рус. «Сестринское дело в Иране»)
- перс. «سلامت کار ایران»‎ (рус. «Охрана труда в Иране»)
- перс. «مدیریت سلامت»‎ (рус. «Управление здравоохранением в Иране»)
- перс. «علوم پزشکی رازی»‎ (рус. «Медицина Разеса»)
- перс. «فصلنامه بیهوشی و درد»‎ ((рус. «Анестезия и боль»))
- англ. Basic and Clinical Neuroscience
- англ. Medical Journal of the Islamic Republic of Iran
- англ. International Journal of Hospital Research
- англ. Journal of Minimally Invasive Surgical Sciences
- англ. Research in Cardiovascular Medicine
- англ. Iranian Journal of Pharmacology & Therapeutic